# Jan Gyllenstierna
Jan Knutsson Gyllenstierna, född 14 augusti 1920 i Engelbrekts församling i Stockholm, död 20 februari 1978 i Klippans församling, var en svensk friherre, tecknare, grafiker och illustratör.
Han var son till översten friherre Knut Gyllenstierna och Elsa, född Lindström. Han studerade konst periodvis för Gerd Nyqvist åren 1937–1939 och vid Anders Beckmans skola i Stockholm 1943–1946 samt som extraelev vid Konsthögskolans grafiska avdelning 1946–1948. Han genomförde en längre studieresa till Nederländerna och Belgien 1952. Efter studierna tjänstgjorde han som lärare i illustration vid Anders Beckmans skola. Han medverkade i ett flertal samlingsutställningar bland annat Unga tecknare på Nationalmuseum, De ungas salong i Stockholm och Arildsgruppen i Helsingborg. Som illustratör har han bland annat illustrerat Carl Gustaf af Leopolds Lärdomshistorien och Hjalmar Söderbergs Martin Bircks ungdom. Gyllenstierna är representerad vid Moderna museet och Norrköpings konstmuseum.